# 佳季科維奇 (里夫內區)
50°35′40″N 26°2′22″E / 50.59444°N 26.03944°E

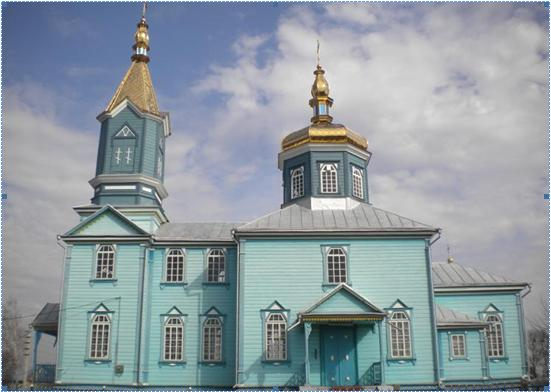
教堂

佳季科維奇（烏克蘭語：Дядьковичі），是烏克蘭西北部里夫内州里夫内区佳季科维奇市镇的村落及其行政中心。始建於1467年，面積3.53平方公里，海拔高度189米，2001年人口1,298，人口密度每平方公里367.7人。